# Харківський обласний комітет Комуністичної партії України
Харківський обласний комітет КП України — орган управління Харківською обласною партійною організацією КП України (1932–1991 роки).
Харківська область утворена 27 лютого 1932 року з Харківської округи УСРР.

## Перші секретарі обласного комітету (обкому)
- лютий 1932 — 29 січня 1933 — Терехов Роман Якович
- 29 січня 1933 — 5 червня 1934 — Постишев Павло Петрович
- 5 червня 1934 — 21 вересня 1936 — Демченко Микола Нестерович
- 21 вересня 1936 — 5 лютого 1937 — Кудрявцев Сергій Олександрович
- 5 лютого 1937 — 14 жовтня 1937 — Гикало Микола Федорович
- 14 жовтня 1937 — грудень 1938 — Осипов Олександр Васильович
- грудень 1938 — березень 1940 — Фролков Олексій Андрійович
- березень 1940 — 1943 — Єпішев Олексій Олексійович
- 1943 — лютий 1944 — в.о. Профатілов Ілля Іванович
- лютий 1944 — липень 1948 — Чураєв Віктор Михайлович
- липень 1948 — грудень 1948 — в.о. Коваль Борис Андронікович
- грудень 1948 — 11 травня 1950 — Чураєв Віктор Михайлович
- 11 травня 1950 — 26 серпня 1953 — Підгорний Микола Вікторович
- 26 серпня 1953 — березень 1961 — Титов Віталій Миколайович
- березень 1961 — 8 січня 1963 — Соболь Микола Олександрович
- 8 січня 1963 — 14 грудня 1964 (сільський) — Вольтовський Борис Іовлевич
- 11 січня 1963 — 11 липня 1963 (промисловий) — Соболь Микола Олександрович
- 11 липня 1963 — 14 грудня 1964 (промисловий) — Ващенко Григорій Іванович
- 14 грудня 1964 — 15 червня 1972 — Ващенко Григорій Іванович
- 15 червня 1972 — 17 лютого 1976 — Соколов Іван Захарович
- 17 лютого 1976 — 10 червня 1980 — Сахнюк Іван Іванович
- 10 червня 1980 — 5 січня 1990 — Мисниченко Владислав Петрович
- 5 січня 1990 — серпень 1991 — М'ялиця Анатолій Костянтинович

## Другі секретарі обласного комітету (обкому)
- лютий 1932 — жовтень 1932 — Голуб Федір Якович
- лютий 1933 — травень 1934 — Ільїн Ілля Львович
- травень 1934 — лютий 1936 — Мусульбас Іван Андрійович
- лютий 1936 — вересень 1936 — Ковальов Леонід Іванович
- вересень 1936 — жовтень 1936 — Литвин Михайло Йосипович
- листопад 1936 — липень 1937 — Налімов Михайло Миколайович
- липень 1937 — серпень 1937 — Бондаренко Михайло Ілліч
- вересень 1937 — жовтень 1937 — Олексенко Степан Антонович
- січень 1938 — листопад 1938 — Шмалько Андрій Микитович
- листопад 1938 — березень 1940 — Бабенко Антон Олександрович
- березень 1940 — березень 1944 — Профатілов Ілля Іванович
- червень (офіційно 27 грудня) 1944 — 1947 — Максимов Михайло Дмитрович
- затв. березень 1947 — січень 1949 — Коваль Борис Андронікович
- січень 1949 — вересень 1950 — Носальський Андріан Андрійович
- вересень 1950 — 26 серпня 1953 — Титов Віталій Миколайович
- листопад 1953 — 8 квітня 1959 — Булгаков Олександр Олександрович
- 8 квітня 1959 — 8 січня 1963 — Ващенко Григорій Іванович
- 8 січня 1963 — 14 грудня 1964 (сільський) — Луценко Степан Васильович
- 11 січня 1963 — 11 липня 1963 (промисловий) — Ващенко Григорій Іванович
- 11 липня 1963 — 14 грудня 1964 (промисловий) — Соколов Іван Захарович
- 14 грудня 1964 — 15 червня 1972 — Соколов Іван Захарович
- 15 червня 1972 — 10 червня 1980 — Мисниченко Владислав Петрович
- 10 червня 1980 — 15 червня 1988 — Парамонов Володимир Микитович
- 15 червня 1988 — серпень 1991 — Хаустов Віктор Андрійович

## Секретарі обласного комітету (обкому)
- березень 1932 — квітень 1933 — Булат Гурген Осипович (3-й секретар)
- грудень 1932 — лютий 1933 — Васильківський К.П. (із постачання)
- лютий 1933 — 1934 — Капелинський Ілля Юрійович (із постачання)
- лютий 1933 — березень 1934 — Сапов Іван Андрійович (3-й секретар)
- серпень 1937 — вересень 1937 — Олексенко Степан Антонович (3-й секретар)
- березень 1938 — листопад 1938 — Бабенко Антон Олександрович (3-й секретар)
- 13 січня 1939 — 1942 — Максимов Михайло Дмитрович (по пропаганді)
- лютий 1939 — березень 1940 — Профатілов Ілля Іванович (3-й секретар)
- квітень 1939 — 1942 — Петров Григорій Гаврилович (по кадрах)
- березень 1940 — 25 травня 1941 — Чучукалов Олександр Іванович (3-й секретар)
- 25 травня 1941 — 1942 — Чучукалов Олександр Іванович (по машинобудівній промисловості)
- 25 травня 1941 — 1942 — Чупіс Микола Максимович (по «оборонній» промисловості)
- 25 травня 1941 — 1942 — Любарцев Георгій Васильович (по легкій і місцевій промисловості)
- 25 травня 1941 — 1942 — Мальчуженко Василь Дмитрович (по харчовій промисловості)
- 25 травня 1941 — 1942 — Ніколаєнко Василь Сидорович (по транспорту)
- 25 травня 1941 — 1942 — Лебедь Іван Іванович (по будівництву і промисловості будматеріалів)
- 1943 — січень 1944 — Максимов Михайло Дмитрович (по пропаганді)
- 1943 — лютий 1944 — Петров Григорій Гаврилович (по кадрах)
- січень 1944 — червень (офіційно 27 грудня) 1944 — Максимов Михайло Дмитрович (3-й секретар)
- січень 1944 — травень 1945 — Назаренко Іван Дмитрович (по пропаганді)
- квітень 1944 — березень 1945 — Лебедь Іван Іванович (по кадрах)
- липень (офіційно 27 грудня) 1944 — січень 1946 — Прокопало Лука Кузьмич (3-й секретар)
- травень 1945 — вересень 1949 (офіційно 11 травня 1950) — Лисенко Яків Іванович (по кадрах)
- січень (затв. у квітні) 1946 — 31 серпня 1946 — Михайлов Іван Михайлович (3-й секретар)
- липень 1946 — січень 1949 — Румянцев Олексій Матвійович (по пропаганді)
- затв. грудень 1946 — лютий 1951 — Лук'янов Павло Іванович (3-й секретар)
- січень 1949 — травень 1949 — Бєлогуров Микола Кіндратович (по пропаганді)
- 11 травня 1950 — лютий 1951 — Шачнєва Євгенія Василівна (по пропаганді)
- 11 травня 1950 — вересень 1950 — Титов Віталій Миколайович
- лютий 1951 — липень 1959 — Скаба Андрій Данилович (по ідеології)
- лютий 1951 — вересень 1952 — Піснячевський Дмитро Петрович
- лютий 1951 — вересень 1952 — Трусов Костянтин Ананійович
- червень 1954 — 25 жовтня 1955 — Попов Костянтин Степанович (по промисловості)
- червень 1954 — 25 жовтня 1955 — Блохін Олександр Васильович (по сільському господарству)
- 25 жовтня 1955 — 8 січня 1963 — Євсєєв Михайло Карпович (по сільському господарству)
- 10 грудня 1955 — лютий 1960 — Лукашов Семен Никифорович (по промисловості)
- липень 1959 — 16 вересня 1961 — Астахов Віктор Іванович (по ідеології)
- 6 лютого 1960 — 8 січня 1963 — Пернач Ніна Андріївна
- 16 вересня 1961 — 8 січня 1963 — Бухалов Юрій Федорович (по ідеології)
- 8 січня 1963 — 14 грудня 1964 — Сіроштан Микола Антонович (сільський по ідеології)
- 8 січня 1963 — 14 грудня 1964 — Євсєєв Михайло Карпович (сільський парт-держ. контроль)
- 11 січня 1963 — 14 грудня 1964 — Тесленко Василь Васильович (промисловий по ідеології)
- 11 січня 1963 — 14 грудня 1964 — Крупка Іван Корнійович (промисловий парт-держ. контроль)
- 14 грудня 1964 — січень 1970 — Скляров Юрій Олександрович (по ідеології)
- 14 грудня 1964 — січень 1986 — Луценко Степан Васильович (по сільському господарству)
- 14 грудня 1964 — квітень 1973 — Трусов Костянтин Ананійович (по промисловості)
- 14 грудня 1964 — лютий 1966 — Крупка Іван Корнійович (парт-держ. контроль)
- січень 1970 — квітень 1978 — Сіроштан Микола Антонович (по ідеології)
- квітень 1973 — 10 червня 1980 — Парамонов Володимир Микитович (по промисловості)
- квітень 1978 — лютий 1986 — Івашко Володимир Антонович
- 10 червня 1980 — 22 грудня 1990 — Скидан Микола Никонорович
- січень 1986 — 1991 — Калантай Іван Федорович (по сільському господарству)
- 5 квітня 1986 — 5 січня 1990 — Дуравкін Володимир Павлович (по ідеології)
- 20 січня 1990 — 1991 — Маслов Іван Степанович (по ідеології)
- 22 грудня 1990 — серпень 1991 — Дьомін Олег Олексійович

## Заступники секретарів обласного комітету (обкому)
- 1943 (затв. травень 1944) — 1947 — Чучукалов Олександр Іванович (заст. секретаря обкому по машинобудівній промисловості)
- травень 1944 — листопад 1948 — Нікітченко Віталій Федотович (заст. секретаря обкому по транспорту)
- /1944/ — 1946 — Гливенко В'ячеслав Болеславович (заст. секретаря обкому по легкій і місцевій промисловості)
- затверджений липень 1945 — листопад 1948 — Долотов Василь Васильович (заст. секретаря обкому по будівництву і будівельних матеріалах)
- затверджений травень 1946 — березень 1947 — Коваль Борис Андронікович (заст. секретаря обкому по легкій і місцевій промисловості)
- затверджений вересень 1946 — листопад 1948 — Стольник Володимир Іванович (заст. секретаря обкому із електропромисловості та електростанцій)
- затверджений листопад 1946 — /1947/ — Іванюк О.Г. (заст. секретаря обкому по торгівлі і громадському харчуванню)
- /1947/ — листопад 1948 — Ігнатенко Віктор Олександрович (заст. секретаря обкому по промисловості)
- /1947/ — листопад 1948 — Скоринін Олександр Павлович (заст. секретаря обкому)
- липень 1947 — листопад 1948 — Савельєв Іван Степанович (заст. секретаря обкому по машинобудуванню)